# プリシラ・トミー
プリシラ・トミー（Priscila Tommy、1991年5月23日 – ）は、バヌアツのポートビラ出身の女子卓球選手。
2007年にサモアのアピアで開催されたパシフィックゲームズに出場し、女子シングルスでは決勝でタヒチのメルヴィン・リッチモンド(Melveen Richmond)を破り優勝、ダブルスではアノリン・ルルと組んでニューカレドニアのオルニア・ブテイユ(Ornella Bouteille)とアレクサンドラ・ヘラクライド(Alexandra Heraclide)のペアに敗れ銀メダルを獲得している。また、団体でも優勝し金メダルを獲得している。2008年には北京オリンピックのバヌアツ代表として選ばれ、開会式ではバヌアツ選手団の旗手を務めた。競技では女子シングルスの1回戦で彼女とランキングにして762位も離れているスロバキアのエヴァ・オドロヴァにストレートでに敗れた。また、インドのデリーで開催される2010年コモンウェルスゲームズのバヌアツ代表が内定している。